# Festival Internacional de Cine de Melbourne
El Festival Internacional de Cine de Melbourne —en inglés: Melbourne International Film Festival— es uno de los festivales de cine más longevos del mundo, que fue fundado en 1952; se realiza anualmente durante tres semanas en la ciudad de Melbourne, Australia.
Su actual director artístico es Michelle Carey, mientas que sus embajadores son los actores Eric Bana y Geoffrey Rush, el director Fred Schepisi y el documentarista Morgan Spurlock.